# Natalia Madaj
Natalia Madaj (Piła, 25 januari 1988) is een Pools roeister.
Madaj behaalde haar grootste succes met het winnen van olympisch goud in 2016 in de dubbel-twee tijdens de spelen van Rio de Janeiro.

## Resultaten

### Olympische Zomerspelen
| Jaar | Plaats         | Resultaten           |
| ---- | -------------- | -------------------- |
| 2012 | Londen         | 8e in de dubbel-vier |
| 2016 | Rio de Janeiro | in de dubbel-twee    |

### Wereldkampioenschappen roeien
| Jaar | Plaats              | Resultaten           |
| ---- | ------------------- | -------------------- |
| 2011 | Bled                | 8e in de dubbel-vier |
| 2013 | Chungju             | in de dubbel-vier    |
| 2014 | Amsterdam           | in de dubbel-twee    |
| 2015 | Aiguebelette-le-Lac | 4e in de dubbel-twee |

1976: Svetla Otsetova & Zdravka Jordanova ·
1980: Jelena Chloptseva & Larissa Popova ·
1984: Marioara Popescu & Elisabeta Oleniuc ·
1988: Birgit Peter & Martina Schröter ·
1992: Kerstin Köppen & Kathrin Boron ·
1996: Marnie McBean & Kathleen Heddle ·
2000: Jana Thieme & Kathrin Boron ·
2004: Georgina Evers-Swindell & Caroline Evers-Swindell ·
2008: Georgina Evers-Swindell & Caroline Evers-Swindell ·
2012: Katherine Grainger & Anna Watkins   ·
2016: Magdalena Fularczyk-Kozłowska & Natalia Madaj ·
2020: Nicoleta-Ancuța Bodnar & Simona Radiș ·
2024: Brooke Francis & Lucy Spoors
- Virtual International Authority File: 101144648484266137570